# III (álbum de Sahg)
III (también llamado Sahg III) es el tercer álbum de estudio de la banda de hard rock noruega Sahg, publicado el 23 de agosto de 2010, bajo el sello discográfico noruego Indie Recordings.
Una edición especial limitada incluye una DVD de "carrera contra el tiempo" con unl documental detrás de escenas con el proceso de grabación.
Fue realizado un vídeo musical para la canción "Mortify", dirigido por Tommy Naess.

## Lista de canciones
| N.º | Título               | Letras       | Música    | Duración |  |
| 1.  | «In Through The Eye» | Instrumental | Tofthagen | 0:52     |  |
| 2.  | «Baptism Of Fire»    | Iversen      | Iversen   | 3:39     |  |
| 3.  | «Mortify»            | Iversen      | Iversen   | 4:02     |  |
| 4.  | «Hollow Mountain»    | Iversen      | Tofthagen | 4:42     |  |
| 5.  | «Mother's Revenge»   | Iversen      | Tofthagen | 6:38     |  |
| 6.  | «Downward Spiral»    | Iversen      | Tofthagen | 4:17     |  |
| 7.  | «Shadow Monument»    | Iversen      | Iversen   | 4:48     |  |
| 8.  | «Burden»             | Iversen      | Tofthagen | 4:56     |  |
| 9.  | «Denier»             | Iversen      | King      | 3:51     |  |
| 10. | «Spiritual Void»     | Iversen      | Iversen   | 4:37     |  |

## Personal

### Sahg
- Olav Iversen - Voz, Guitarra, Piano (pista 10)
- Thomas Tofthagen - Guitarra
- King - Bajo
- Thomas Lønnheim - Batería, Percusión

### Músicos invitados
- Herbrand Larsen - teclados, órgano Hammond, voz (de soporte)
- Lars Hammersland - teclados, órgano Hammond
- Tony Vetaas - Voz (respaldo)
- Roger Berland - Piano (pista 10)

### Producción e ingeniería
- Martin Kvamme - Arte de la cubierta
- Bård Bøge - Ingeniería
- Kjell Arne Kjaergard - Ingeniería
- Herbrand Larsen - Productor, Ingeniería, Mezcla
- Ice Dale  - Coproductor, Ingeniería
- Chris Sansom - Masterización
- Producido por Sahg y Herbrand Larsen. Coproducido por Ice Dale.
- Grabado en Earshot Studio, Grieghallen Studio y Mackverk Studio, Bergen, Noruega.
- Mezclado por Herbrand Larsen en Earshot Studio.
- Masterizado por Chris Sansom in Livingroom Studios, Oslo, Noruega.